# Miss Great Britain
Miss Great Britain ist ein nationaler Schönheitswettbewerb in Großbritannien, der erstmals im Sommer 1945 unter dem Namen Bathing Beauty Queen vom Gemeinderat des Küstenortes Morecambe zusammen mit der Zeitung Sunday Dispatch ausgerichtet wurde. Seit 1956 trägt er seinen jetzigen Namen.
1971 wurde der Wettbewerb erstmals im Regionalfernsehen Yorkshire Television übertragen. Dafür wurde der Modus geändert: Nach der Badeanzug-Parade folgten je ein Durchgang in Tages- und in Abendkleidung, zuletzt die Krönungszeremonie.
Anfang der 1990er Jahre wurde der Titel von der neuen Miss Great Britain Organisation gekauft. Die Siegerin nimmt seitdem an der Wahl zur Miss Tourism World teil, die anderen Finalistinnen an den Wettbewerben um Model of the World, Miss Bikini, Miss Internet, Model of the Universe und Miss Millionaire. (Diese Wettbewerbe werden alle von einer Organisation durchgeführt).
Ein konkurrierender Wettbewerb ist Miss United Kingdom. Er existiert unter diesem Namen seit 1960. Sein Vorläufer lief kurze Zeit unter dem Titel Miss Great Britain. (Nicht zu verwechseln mit dem oben genannten gleichnamigen Wettbewerb). Die Siegerinnen nehmen an der Wahl zur Miss World teil. (Seit 1999 jedoch die Gewinnerinnen der einzelnen Landesteile England, Schottland usw. separat).

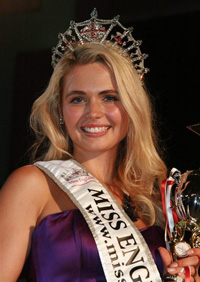
Laura Coleman, Miss England 2008
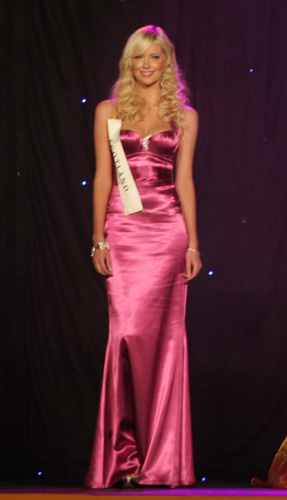
Stephanie Willemse, Miss Schottland 2008
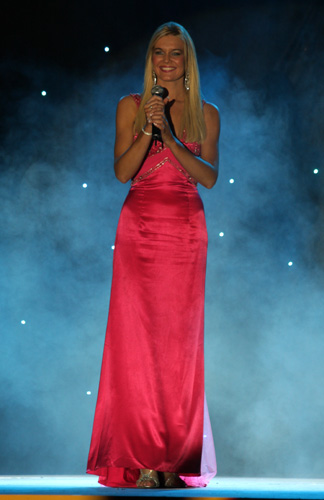
Judith Wilson, Miss Nordirland 2008

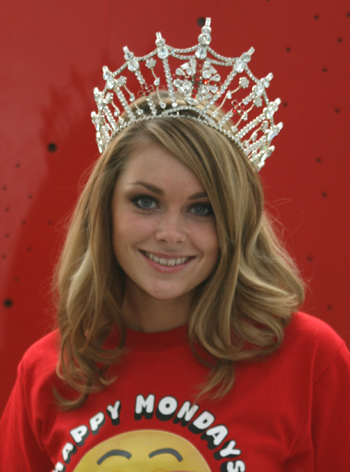
Georgia Horsley, Miss England 2007
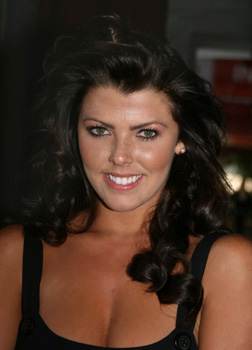
Nieve Jennings, Miss Schottland 2007
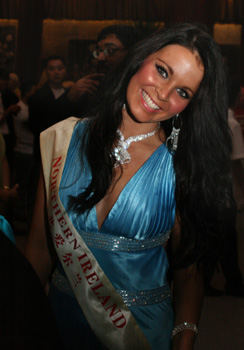
Melissa Jane Patton, Miss Nordirland 2007

Miss Universe Great Britain dient der Kandidatinnen-Ermittlung für die Miss Universe. Der Wettbewerb hieß ursprünglich Miss Great Britain Universe, als er 1952 erstmals veranstaltet wurde. 2005 wurde der Titel in Miss United Kingdom Universe umbenannt und schon bald darauf – 2008 – in Miss Universe UK und ein Jahr darauf in Miss Universe Great Britain. In diesem Wettbewerb sind die Britischen Überseegebiete, Kronbesitzungen, Regionen Englands, Verwaltungsbezirke Nordirlands, Unitary Authorities in Schottland und Unitary Authorities in Wales repräsentiert.
Als Miss Great Britain Universe 1952 aus der Taufe gehoben wurde, kandidierten 30 junge Frauen aus dem Vereinigten Königreich. Aber von 1953 bis 1990 nahmen England, Schottland und Wales separat an der Miss Universe teil. 1992 bis 2000 wurde der Gesamt-Wettbewerb wiederbelebt. In den Folgejahren 2001 bis 2004 nahm gar keine Repräsentantin des UK an der Miss Universe teil. Ab 2005 wurde der Wettbewerb nach Umbenennung von der Waliser Model-Agentur Vibe Models veranstaltet.
Der vierte große Schönheitswettbewerb ist der um den Titel Miss England. Die Siegerinnen nahmen bereits vor dem Zweiten Weltkrieg an der Wahl zur Miss Europe teil, kandidierten später auch zur Miss World und Miss Universe. Daneben beteiligen sie sich aber auch seit den 1950er Jahren immer wieder als Regional-Siegerinnen an der Miss Great Britain und der Miss United Kingdom, so dass man hier nur eingeschränkt von einem Konkurrenz-Wettbewerb sprechen kann. Der jetzige Ausrichter organisiert diese Veranstaltung seit 1999.

## Die Siegerinnen

### Miss Great Britain
| Jahr    | Miss Great Britain                |
| ------- | --------------------------------- |
| 1945    | Lydia Read                        |
| 1946    | June Rivers                       |
| 1947    | June Mitchell                     |
| 1948    | Pamela Bayliss                    |
| 1949    | Elaine Pryce                      |
| 1950    | Violet Pretty                     |
| 1951    | Marlene Dee                       |
| 1952    | Dorothy Dawn                      |
| 1953    | Brenda Mee                        |
| 1954    | Patricia Butler                   |
| 1955    | Jennifer Chimes                   |
| 1956    | Iris Waller                       |
| 1957    | Leila Williams                    |
| 1958    | Christine Mayo                    |
| 1959    | Valerie Martin                    |
| 1960    | Eileen Sheridan                   |
| 1961    | Libby Walker                      |
| 1962    | Joy Black                         |
| 1963    | Gillian Taylor                    |
| 1964    | Carole Redhead                    |
| 1965    | Diane Hickinbotham                |
| 1966    | Carole Fletcher                   |
| 1967    | Jennifer Gurley                   |
| 1968    | Yvonne Ormes                      |
| 1969    | Wendy Anne George                 |
| 1970    | Kathleen Winstanley               |
| 1971    | Carolyn Moore                     |
| 1972    | Elizabeth Robinson                |
| 1973    | Gay Spink                         |
| 1974    | Marilyn Ward                      |
| 1975    | Susan Cuff                        |
| 1976    | Dinah May                         |
| 1977    | Susan Hempel                      |
| 1978    | Patricia Morgan                   |
| 1979    | verschoben wegen eines TV-Streiks |
| 1980    | Sue Berger                        |
| 1981    | Michelle Hobson                   |
| 1982    | Tracey Dodd                       |
| 1983    | Rose McGrory                      |
| 1984    | Debbie Greenwood                  |
| 1985    | Jill Saxby                        |
| 1986    | Lesley Ann Musgrave               |
| 1987    | Linzi Butler                      |
| 1988    | Gillian Bell                      |
| 1989    | Amanda Dyson                      |
| 1990–95 | nicht ausgetragen                 |
| 1996    | Anita St Rose                     |
| 1997    | Liz Fuller                        |
| 1998    | Leilani Dowding                   |
| 1999    | Rennell Kilner                    |
| 2000    | Michelle Walker                   |
| 2001    | Michelle Evans                    |
| 2002    | Yana Booth                        |
| 2003    | Nicki Lane                        |
| 2004    | Emma Spellar                      |
| 2005    | nicht ausgetragen                 |
| 2006    | Danielle Lloyd / Preeti Desai     |
| 2007    | Rachael Tennent / Gemma Garrett   |
| 2008    | nicht ausgetragen                 |
| 2009    | Sophie Gradon                     |
| 2010    | Amy Carrier                       |
| 2011    | nicht ausgetragen                 |
| 2012    | nicht ausgetragen                 |
| 2013    | Ashley Powell                     |

### Miss United Kingdom
| Jahr | Miss United Kingdom     | Repräsentierte Region/Stadt |
| ---- | ----------------------- | --------------------------- |
| 1958 | Eileen Sheridan         | Walton-on-Thames            |
| 1959 | Anne Thelwell           | Blackpool                   |
| 1960 | Hilda Fairclough        | Lancaster                   |
| 1961 | Rosemarie Frankland     | Wales                       |
| 1962 | Jackie White            | Alvaston                    |
| 1963 | Diane Westbury          | Derbyshire                  |
| 1964 | Ann Sidney              | Poole                       |
| 1965 | Lesley Langley          | Weymouth                    |
| 1966 | Jennifer Lowe Summers   | Manchester                  |
| 1967 | Jennifer Lynn Lewis     | England                     |
| 1968 | Kathleen Winstanley     | Wigan                       |
| 1969 | Sheena Drummond         | Schottland                  |
| 1970 | Yvonne Ormes            | England                     |
| 1971 | Marilyn Ward            | England                     |
| 1972 | Jennifer McAdam         | England                     |
| 1973 | Veronica Ann Cross      | England                     |
| 1974 | Helen Morgan            | Wales                       |
| 1975 | Vicki Harris            | London                      |
| 1976 | Carol Jean Grant        | Schottland                  |
| 1977 | Madeleine Stringer      | North Shields               |
| 1978 | Elizabeth Ann Jones     | Wales                       |
| 1979 | Carolyn Ann Seaward     | England                     |
| 1980 | Kim Ashfield            | Wales                       |
| 1981 | Michele Donnelly        | Cardiff                     |
| 1982 | Della Frances Dolan     | England                     |
| 1983 | Sarah-Jane Hutt         | Wimborne                    |
| 1984 | Vivienne Rooke          | Weston-Super-Mare           |
| 1985 | Mandy Adele Shires      | Bradford                    |
| 1986 | Alison Slack            | Sheffield                   |
| 1987 | Karen Mellor            | Derby                       |
| 1988 | Kirsty Roper            | Manchester                  |
| 1989 | Suzanne Younger         | Wales                       |
| 1990 | Helen Upton             | Birmingham                  |
| 1991 | Johanne Elizabeth Lewis | Mansfield                   |
| 1992 | Claire Elizabeth Smith  | Chester                     |
| 1993 | Amanda Louise Johnson   | Nottingham                  |
| 1994 | Melanie Abdoun          | London                      |
| 1995 | Shauna Marie Gunn       | County Fermanagh            |
| 1996 | Rachael Liza Warner     | Wales                       |
| 1997 | Vicki-Lee Walberg       | Blackpool                   |
| 1998 | Emmalene McLoughlin     | Manchester                  |
| 1999 | Nicola Willoughby       | England                     |
| 2000 | Michelle Watson         | Schottland                  |
| 2001 | Juliet-Jane Horne       | Schottland                  |
| 2002 | Gayle Williamson        | Nordirland                  |
| 2003 | Nicola Jolly            | Schottland                  |
| 2004 | Amy Guy                 | Wales                       |
| 2005 | Lucy Evangelista        | Nordirland                  |
| 2006 | Nicola McLean           | Schottland                  |
| 2007 | Nieve Jennings          | Schottland                  |
| 2008 | Chloe-Beth Morgan       | Wales                       |
| 2009 | Katharine Brown         | Schottland (Dunblane)       |
| 2010 | Nicola Mimnagh          | Schottland                  |
| 2011 | Alize Lily Mounter      | England                     |
| 2012 | Sophie Moulds           | Wales                       |
| 2013 | Kirsty Heslewood        | England                     |

### Miss Universe Great Britain
| Jahr    | Miss Universe Great Britain | Repräsentierte Region/Stadt |
| ------- | --------------------------- | --------------------------- |
| 1952    | Aileen Chase                | London                      |
| 1953–90 | nicht ausgetragen           | nicht ausgetragen           |
| 1991    | Helen Upton                 | England                     |
| 1992    | Tiffany Stanford            | England                     |
| 1993    | Kathryn Middleton           | England                     |
| 1994    | Michaela Pyke               | Wales                       |
| 1995    | Sarah Jane Southwick        | London                      |
| 1996    | Anita Saint Rose            | London                      |
| 1998    | Leilani Anne Dowding        | Shetland                    |
| 1999    | Cherie Pisani               | Schottland                  |
| 2000    | Louise Lakin                | Manchester                  |
| 2001–04 | nicht ausgetragen           | nicht ausgetragen           |
| 2005    | Brooke Johnston             | London                      |
| 2006    | Julie Doherty               | England                     |
| 2008    | Lisa Lazarus                | Llanelli                    |
| 2009    | Clair Cooper                | London                      |
| 2010    | Tara Hoyos-Martinez         | London                      |
| 2011    | Chloe-Beth Morgan           | Torfaen                     |
| 2012    | Holly Hale                  | Llanelli                    |
| 2013    | Amy Willerton               | Bristol                     |

### Miss England
| Jahr    | Miss England          | Qualifiziert als/in       |
| ------- | --------------------- | ------------------------- |
| 1928    | Nonni Shields         |                           |
| 1929    | Benny Dicks           |                           |
| 1930    | Marjorie Ross         |                           |
| 1931    | Bettie Mason          |                           |
| 1932    | Gwen Stallard         |                           |
| 1933    | Angela Ward           |                           |
| 1934    | June Lammas           |                           |
| 1935    | Muriel Oxford         |                           |
| 1936    | Laurence Atkins       |                           |
| 1937    | ?                     |                           |
| 1938    | Doris Williams        |                           |
| 1939    | ?                     |                           |
| 1940–52 | nicht ausgetragen     | nicht ausgetragen         |
| 1953    | Marlene Dee           |                           |
| 1954    | ?                     |                           |
| 1955    | Margaret Rowe         |                           |
| 1956    | Iris Waller           |                           |
| 1957    | Sonia Hamilton        |                           |
| 1958    | Dorothy Hazeldine     |                           |
| 1959    | Pamela Ann Searle     |                           |
| 1960    | Joan Ellinor Boardman |                           |
| 1961    | Arlette Dobson        |                           |
| 1962    | Kim Carlton           |                           |
| 1963    | Susan Pratt           |                           |
| 1964    | Brenda Blacker        |                           |
| 1965    | Jennifer Gurley       |                           |
| 1966    | Janice Whiteman       |                           |
| 1967    | Jennifer Lynn Lewis   |                           |
| 1968    | Jennifer Summers      |                           |
| 1969    | Myra Van Heck         |                           |
| 1970    | Yvonne Ormes          |                           |
| 1971    | Marilyn Ward          |                           |
| 1972    | Jennifer McAdam       |                           |
| 1973    | Veronica Ann Cross    |                           |
| 1974    | Kathy Anders          | Miss Rochdale             |
| 1975    | Vicki Harris          | Miss London               |
| 1976    | Pauline Davies        | Miss Manchester           |
| 1977    | Sarah Long            | Miss Bristol              |
| 1978    | Beverley Isherwood    | Miss Manchester           |
| 1979    | Carolyn Ann Seaward   | Miss Yelverton            |
| 1980    | Julie Duckworth       | Miss Blackpool            |
| 1981    | Joanna Longley        | Miss Manchester           |
| 1982    | Della Frances Dolan   | Miss Grimsby              |
| 1983    | Karen Lesley Moore    | Miss Southsea             |
| 1984    | Louise Gray           | Miss Sheffield            |
| 1985    | Helen Westlake        | Miss London               |
| 1986    | Joanne Ruth Sedgley   |                           |
| 1987    | Yvette Dawn           |                           |
| 1988    | Tracey Williams       |                           |
| 1989    | Racquel Jory          |                           |
| 1990    | Carla Barrow          |                           |
| 1991–98 | nicht ausgetragen     | nicht ausgetragen         |
| 1999    | Nicola Willoughby     |                           |
| 2000    | Michelle Walker       | Miss Liverpool            |
| 2001    | Sally Kettle          | Miss Leicester            |
| 2002    | Danielle Luan         | Miss Oxford               |
| 2003    | Jackie Turner         | Miss London               |
| 2004    | Danielle Lloyd        | Miss Liverpool            |
| 2005    | Hammasa Kohistani     | Miss Maya                 |
| 2006    | Eleanor Glynn         | Miss Oxford               |
| 2007    | Georgia Horsley       | Miss Norton               |
| 2008    | Laura Coleman         | Miss Derby                |
| 2009    | Rachel Christie       | Miss London (trat zurück) |
| 2009    | Katrina Hodge         | Royal Tunbridge Wells     |
| 2010    | Jessica Linley        | Miss Nottingham           |
| 2011    | Alize Lily Mounter    | Miss London               |
| 2012    | Charlotte Holmes      | Miss Devon                |
| 2013    | Kirsty Heslewood      | Miss London               |